# You Are There
You Are There är den japanska rockgruppen Monos fjärde album från 2006. 

## Låtlista
1. The Flames Beyond the Cold Mountain – 13:29
2. A Heart Has Asked for the Pleasure – 3:43
3. Yearning – 15:38
4. Are You There? – 10:25
5. The Remains of the Day – 3:41
6. Moonlight – 13:04

## Medverkande
- Takaakira Goto – sologitarr
- Yoda – kompgitarr
- Tamaki Kunishi – elbas
- Yasunori Takada – trummor